# Williston (Ohio)
Williston – jednostka osadnicza w Stanach Zjednoczonych, w stanie Ohio, w hrabstwie Ottawa.